# Marmitako
El marmitako al País Basc (o marmita o sorropotún com és conegut a Cantàbria) és un estofat de peix que es va originar a bord dels vaixells que pescaven tonyines al llarg de la mar Cantàbrica. És un menjar relativament senzill fet amb patates, cebes, pebrots i tomàquets. El seu nom deriva de la paraula castellana marmita.
Actualment, és un plat popular per dues raons: primer, per la creixent popularitat de la cuina basca i, segon, perquè és una de les millors maneres conegudes per preparar la tonyina, un peix valuós per la seva vàlua nutritiva. N'hi ha també altres variacions d'aquest mateix plat que substitueixen la tonyina pel salmó.